# Odensbacken
Odensbacken är en tätort i Örebro kommun och län, ligger mellan Riksväg 52 och Kvismare kanal cirka 25 km öster om Örebro.

## Ortnamnet
År 1722–1757 skrevs namnet Odens backe och syftade då på en gravkulle på Valsta bys ägor. Man vet inte om Odensbacken är det ursprungliga namnet, som bevarats i muntlig tradition, eller om det har tillkommit på 1700-talet.

## Befolkningsutveckling
| Befolkningsutvecklingen i Odensbacken 1960–2020 | Befolkningsutvecklingen i Odensbacken 1960–2020 | Befolkningsutvecklingen i Odensbacken 1960–2020 | Befolkningsutvecklingen i Odensbacken 1960–2020 | Befolkningsutvecklingen i Odensbacken 1960–2020 |
| ----------------------------------------------- | ----------------------------------------------- | ----------------------------------------------- | ----------------------------------------------- | ----------------------------------------------- |
|                                                 |                                                 |                                                 |                                                 |                                                 |
| År                                              |                                                 |                                                 | Folkmängd                                       | Areal (ha)                                      |
| 1960                                            | 1960                                            |                                                 | 394                                             |                                                 |
| 1965                                            | 1965                                            |                                                 | 517                                             |                                                 |
| 1970                                            | 1970                                            |                                                 | 762                                             |                                                 |
| 1975                                            | 1975                                            |                                                 | 1 094                                           |                                                 |
| 1980                                            | 1980                                            |                                                 | 1 163                                           |                                                 |
| 1990                                            | 1990                                            |                                                 | 1 334                                           | 144                                             |
| 1995                                            | 1995                                            |                                                 | 1 450                                           | 144                                             |
| 2000                                            | 2000                                            |                                                 | 1 397                                           | 145                                             |
| 2005                                            | 2005                                            |                                                 | 1 384                                           | 147                                             |
| 2010                                            | 2010                                            |                                                 | 1 374                                           | 147                                             |
| 2015                                            | 2015                                            |                                                 | 1 378                                           | 157                                             |
| 2020                                            | 2020                                            |                                                 | 1 323                                           | 159                                             |
|                                                 |                                                 |                                                 |                                                 |                                                 |

## Samhället
Odensbacken är en serviceort och bostadsort.

## Näringsliv
Det finns mindre industri med maskintillverkning. 

## Gravfältet
Gravfältet består av fyrtiofem fornlämningar, därav 9 runda gravhögar och 2 ovala sådana, 32 runda eller i vissa fall snarare ovala stensättningar, 1 rektangulär stenkrets samt en skeppssättning. Gravfältet ligger på östlig sluttning av grusås i platt landskap intill en gångväg, och alltsammans lär finnas mitt inne i en park. 
Gravfältet har undersökts flera gånger och alltid med intressanta och oftast daterbara fynd. Vid en undersökning av dr. Salin av de rundovala stensättningarna hittades fynd från vikingatiden, däribland brända samt obrända ben, kol och slaggbitar, rostklumpar, brynstenar, kammar, lerkärl, spikar och knivar av järn, ringspännen av samma material, kedja, en yxa, en mängd järnfragment samt ett silvermynt från 900-1000-talet e.Kr. 
Vid undersökningen av en gravhög företagen av Jan Erik Anderbjörk, hittades fynd från folkvandringstid, däribland benpilar, delar av en liten ornerad benkam, en liten järnnål, bit av skifferbryne, sju bitar av flinta samt brända ben, och då kand. G. Ekelund gjorde en utgrävning av en gravhög hittades fynd från vikingatid: oornerat grovt lerkärl, järnbrodd, 25 järnnitar, brända ben, brända djurben och kol.